# Morgan megye (Utah)
Morgan megye az Amerikai Egyesült Államokban, azon belül Utah államban található. Megyeszékhelye és legnagyobb városa Morgan. Lakosainak száma 12 295 fő (2020. április 1.). Morgan megye Weber, Summit, Salt Lake, Davis és Rich megyékkel határos.

## Népesség
A megye népességének változása:
| Lakosok száma | 9517 | 9641 | 9812 | 10 173 | 11 065 | 12 295 |
|               | 2010 | 2011 | 2012 | 2013   | 2015   | 2020   |